# Trần Thị Kim Thanh
Trần Thị Kim Thanh (sinh ngày 18 tháng 9 năm 1993) là cầu thủ bóng đá chơi ở vị trí thủ môn cho Thành phố Hồ Chí Minh I và đội tuyển Việt Nam.
Sau khi đội tuyển Việt Nam lọt vào vòng chung kết Giải vô địch bóng đá nữ thế giới 2023, Chủ tịch nước Việt Nam Nguyễn Xuân Phúc tặng Thanh huân chương Lao động hạng ba.
Năm 2023, cô được vinh dự lần đầu tiên nhận giải thưởng Quả Bóng Vàng Nữ Việt Nam.